# Santa Cueva de Montserrat

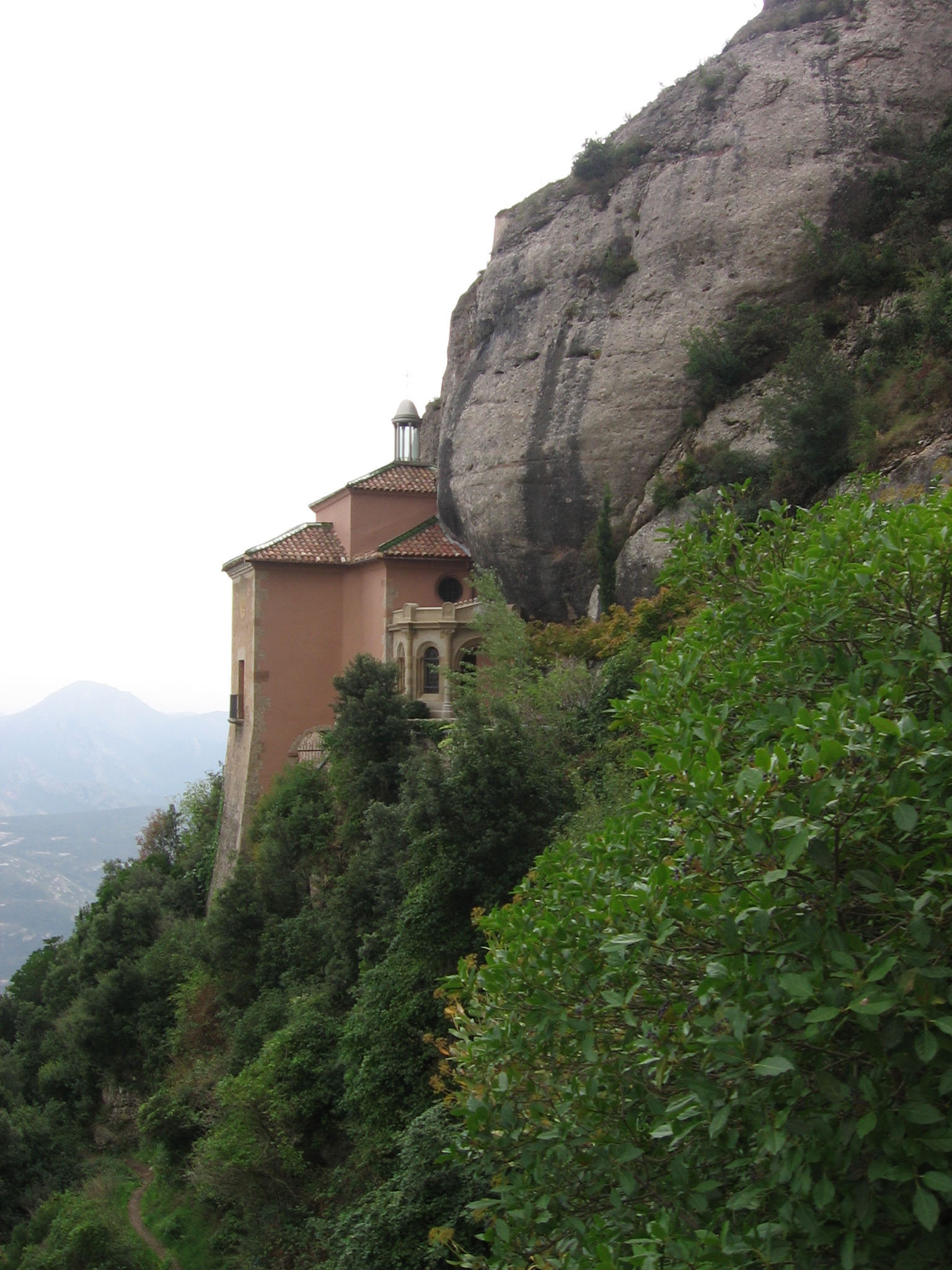
Ermita de la Santa Cueva de Montserrat

La Santa Cueva de Montserrat es el lugar donde se encontró la imagen de la Virgen en 880, origen de su culto y su consagración como patrona de Cataluña. Su hallazgo convirtió el lugar en centro de peregrinaje y propició la construcción del Monasterio de Montserrat.
A la Santa Cueva se accede a través del Camino de la Santa Cueva, que está excavado en la montaña, a lo largo del Macizo de Montserrat; fue construido entre 1691 y 1704 gracias al mecenazgo de Gertrudis de Camporrell, marquesa de Tamarit. Durante su recorrido se puede apreciar el Rosario Monumental de Montserrat, conjunto de varios grupos escultóricos dedicados al Rosario y a los quince misterios de la Virgen, construidos entre 1896 y 1916.

## Historia

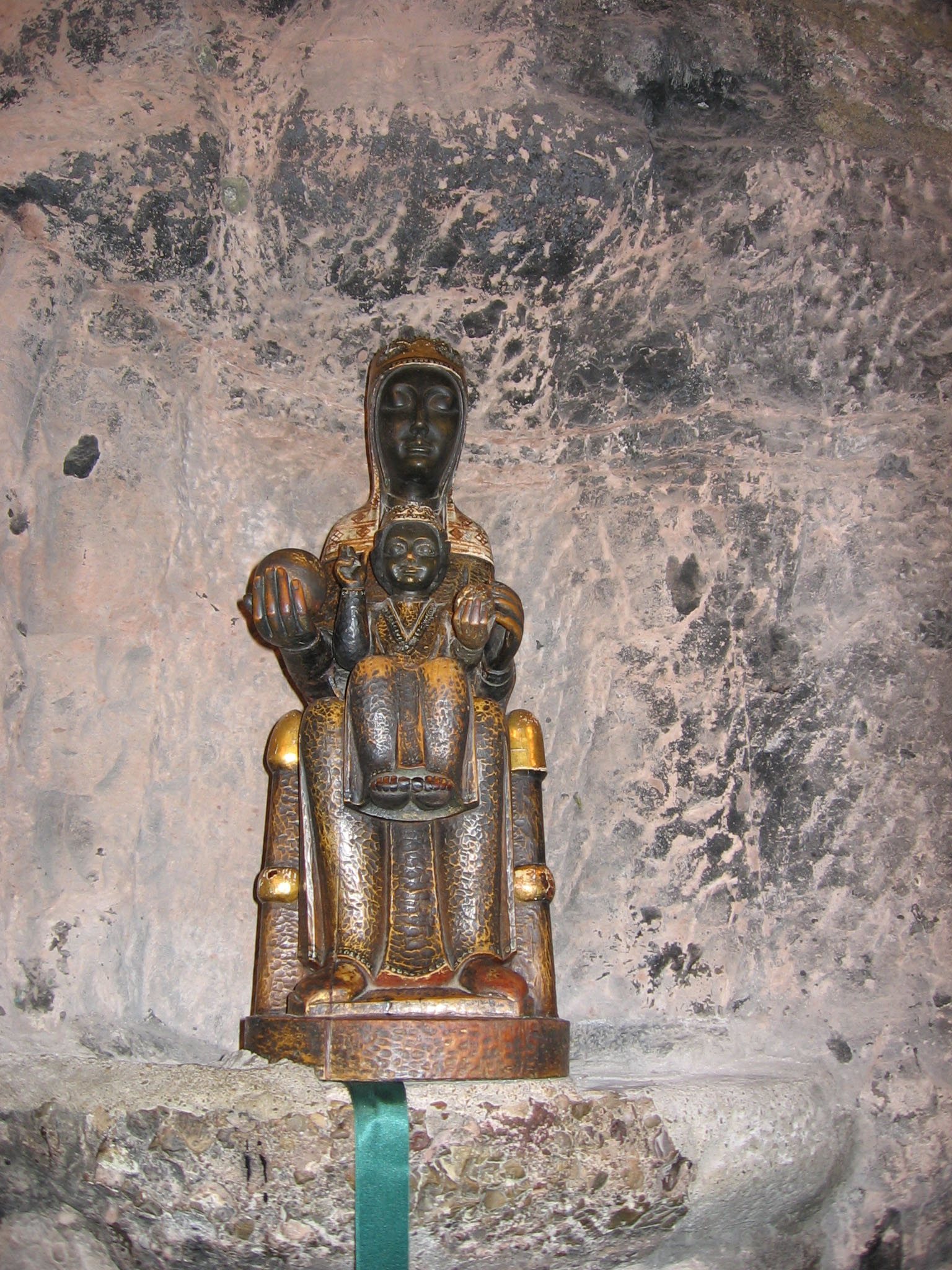
Imagen de la Virgen de Montserrat

La leyenda cuenta que en el año 880, un sábado al atardecer, unos niños pastores vieron descender del cielo una gran luz, acompañada por una bella melodía, que se posaba a media altura de la montaña. A la semana siguiente volvieron junto con sus padres y la visión se repitió. Igualmente sucedió las semanas siguientes con la compañía del párroco de Olesa de Montserrat. Enterado del acontecimiento, se presentó el obispo de Manresa; entonces encontraron una cueva en la que hallaron la imagen de Santa María. Intentaron trasladarla en procesión a Manresa, pero el intento fue infructuoso, lo que les hizo entender la voluntad divina: aquella imagen debía ser venerada en la montaña de Montserrat.

## La capilla de la Santa Cueva

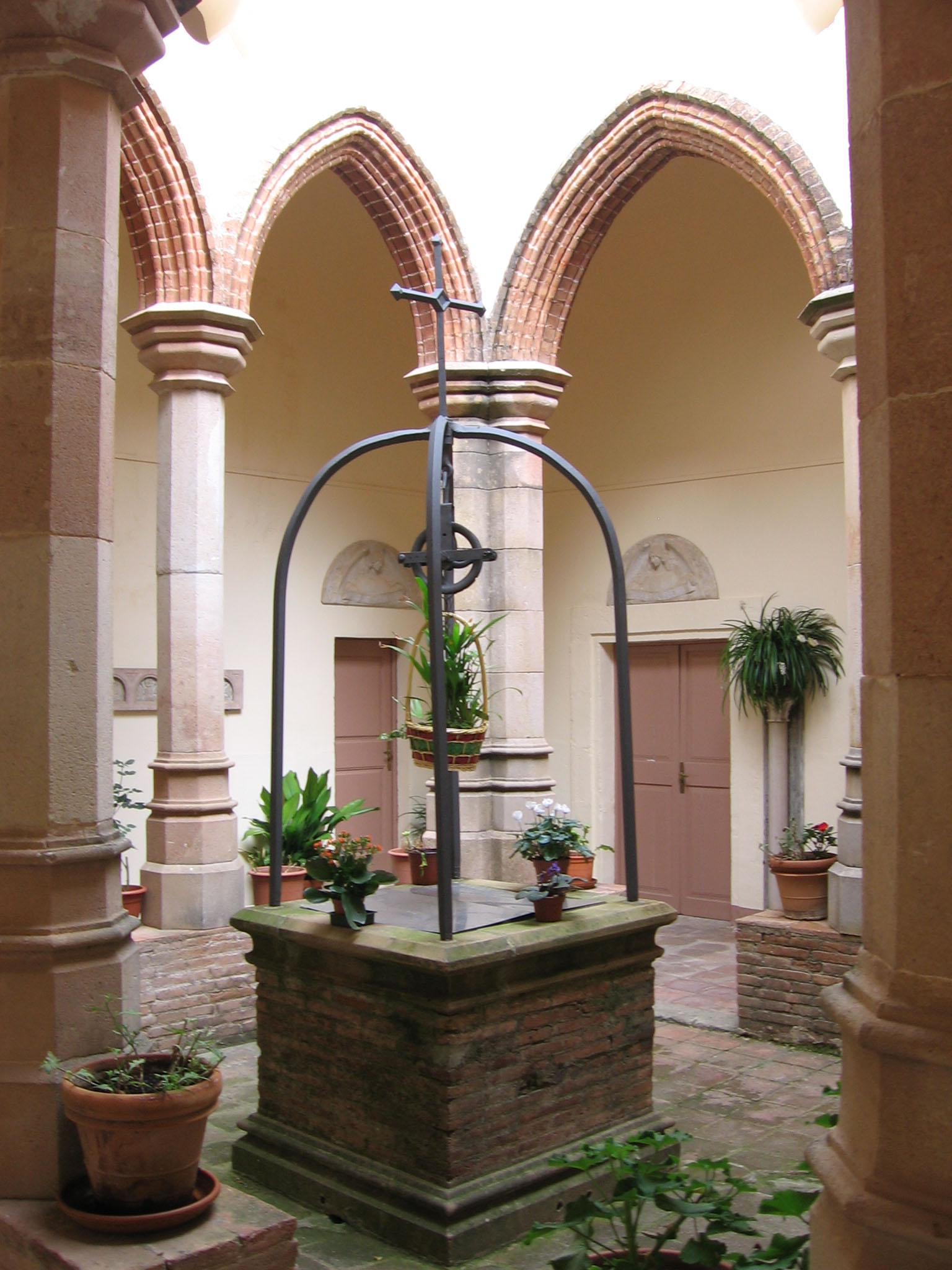
Claustro de la Santa Cueva de Montserrat

La construcción de la capilla se produjo entre 1696-1705, gracias al patrocinio nuevamente de Gertrudis de Camporrell, marquesa de Tamarit. Cabe destacar el emplazamiento vertical de la capilla en la pendiente de la montaña, que le da una sensación de estar suspendida en el aire; es un bello ejemplo de integración entre arquitectura y naturaleza.
La capilla tiene planta de cruz latina, y está insertada bajo una gruta de la montaña, lugar de la Santa Cueva original. En el altar hay una reproducción de la imagen original, ya que la auténtica se encuentra en la Basílica del monasterio. En el crucero se encuentra una cúpula semiesférica con una claraboya por donde entra la luz. Esta capilla principal tiene adosada una construcción de tres crujías alrededor de un pequeño claustro, donde se encuentran una sala de exvotos, la sacristía, la sala de peregrinos y la vivienda del monje que se encarga de acoger a los peregrinos, así como un pequeño huerto.
La capilla ha sufrido diversas vicisitudes a lo largo de su historia: durante la Guerra de la Independencia Española (1811-1812) el edificio sufrió graves daños, al igual que el monasterio y el santuario; a partir de los muros principales que quedaron de pie, el arquitecto Francisco de Paula del Villar y Lozano realizó en 1857-1859 la restauración de la capilla. Asimismo, el 4 de julio de 1994 un incendio forestal destruyó las cubiertas de los espacios anexos a la capilla y al claustro, provocando un hundimiento que estropeó los pavimentos, así como los muebles y las aperturas. Esa circunstancia se agravó aún más por las intensas lluvias que se produjeron en el otoño siguiente, que provocaron una caída de piedras y grava encima del recinto de la Santa Cueva y de su camino de acceso; por razones de seguridad tuvo que cerrarse la capilla y el camino. En 1995 se encargó la restauración al arquitecto Arcadi Pla i Masmiquel, iniciándose las obras en el otoño del mismo año. Pero de nuevo, un fuerte aguacero ocurrido el 5 de septiembre de 1995 desplazó la claraboya de la cúpula de la capilla y cayó encima de la cúpula, que se hundió totalmente, dañando el resto de las cubiertas. Pla se encargó de nuevo de un segundo proyecto, que terminó en mayo de 1996. La inauguración se celebró el 19 de marzo de 1997, quedando abierta para todos los peregrinos que llegan a rezar a la Virgen.